# تکیه نوروز علی
تکیه نوروز علی مربوط به دوره قاجار است و در کرمان، خیابان امام، خیابان قلعه، کوچه غربی ۲ واقع شده و این اثر در تاریخ ۷ اسفند ۱۳۸۶ با شمارهٔ ثبت ۲۱۵۰۰ به‌عنوان یکی از آثار ملی ایران به ثبت رسیده است.